# San Miguel Yotao
San Miguel Yotao är en ort i Mexiko.   Den ligger i kommunen San Miguel Yotao och delstaten Oaxaca, i den sydöstra delen av landet, 400 km sydost om huvudstaden Mexico City. San Miguel Yotao ligger 1 461 meter över havet och antalet invånare är 632.
Terrängen runt San Miguel Yotao är mycket bergig. Runt San Miguel Yotao är det ganska glesbefolkat, med 47 invånare per kvadratkilometer. Närmaste större samhälle är San Ildefonso Villa Alta, 19,9 km öster om San Miguel Yotao. I omgivningarna runt San Miguel Yotao växer i huvudsak städsegrön lövskog.